# Крістіан Нассіф
Крістіан Нассіф (1 січня 1994) — центральноафриканський плавець.
Учасник Олімпійських Ігор 2012, 2016 років.